# Chang Sang
Chang Sang, född 1939, var under 2002 premiärminister i Sydkorea. Hon var den första kvinna på denna post.